# Rumfordofen
Als Rumfordofen oder auch Rüdersdorfer Ofen bezeichnet man einen Brennofen zur industriellen Fertigung von Branntkalk, bei dem getrennte Brennkammern für Kalk und Brennstoff zur Verfügung stehen.

## Technologie
Die Trennung von Brennstoff und Kalk machte es zu Beginn des 19. Jahrhunderts möglich, große Mengen hochwertigen Branntkalks für die Bauindustrie zu erzeugen, da dieser nicht durch den Kontakt zum Brennstoff verunreinigt werden konnte: 
Der Feuerungsraum an der Seite ist komplett vom eigentlichen Brennraum getrennt. Ein einziger Querkanal verbindet die beiden Schächte, durch den die heißen Gase aus dem Feuerungsraum in den Brennraum gelangen. Kalk wird von oben in den Brennraum eingefüllt, die Asche aus dem Brennraum fällt in einen separaten Schacht, aus dem sie entnommen werden kann. Unterhalb des Feuerungsraumes kühlt der Kalk im Brennraum ab, da die Heizgase aus dem Feuerungsraum nach oben strömen. Der obere Teil des Brennraumes, der nicht direkt am Feuerungsraum anliegt, dient als Vorwärmraum und wird mit Hohlkammern, die mit Kohlestaub gefüllt sind, vom Feuerungsraum isoliert.

## Historische Entwicklung
Der erste Rumfordofen wurde 1804 in Rüdersdorf bei Berlin erbaut, welcher auch heute noch im Museumspark Rüdersdorf besichtigt werden kann. Der Aufbau des Ofens folgte den Vorgaben von Benjamin Thompson Graf Rumford, unter dessen Beinamen der Ofen bekannt wurde. In den darauffolgenden Jahren verbreitete sich die entsprechende Technologie in ganz Europa.